# Idaea aquitanaria
Idaea aquitanaria är en fjärilsart som beskrevs av Alexandre Constant 1865. Idaea aquitanaria ingår i släktet Idaea och familjen mätare. Inga underarter finns listade i Catalogue of Life.